# Erik Ondrejička
Erik Ondrejička (* 1. května 1964, Bratislava) je slovenský geodet, básník a epigramatik.

## Životopis
Narodil se 1. května 1964 v bratislavském Starém Městě, kde dodnes žije a pracuje. Vystudoval Stavební fakultu SVŠT v Bratislavě, obor geodézie a kartografie. Od roku 1986 pracuje v oblasti katastru nemovitostí a tvorby technických předpisů, v letech 2012–2016 vedl katastrální obor ÚGKK SR. Je ženatý, má dvě děti.
Je členem SC PEN a Klubu nezávislých spisovatelů. Od roku 2008 pracuje ve Výboru Sekce pro původní tvorbu Literárního fondu.
V letech 2010–2015 pracoval v grantové komisi Ministerstva kultury SR – Aktivity z oblasti literatury a knižní kultury. V letech 2016 a 2017 působil jako člen expertní komise Fondu na podporu umění.[zdroj?]
Od roku 2016 je členem správní rady VŠMU.

## Dílo
- 2004 – Na vnútornej strane viečok
- 2006 – Tanec večerných vločiek
- 2008 – 5 dokonalostí a iné básne (hudebně–poetické CD ve spolupráci s hudebníkem Milošem Železňákem)
- 2009 – (e)Pigramy (kniha epigramů ilustrovaná Ivanem Popovičem)
- 2009 – Čo sa skrýva v ceruzke (Veršovaná kniha pro děti)
- 2010 – Oči a rýmy – Nočné piesne kamenného mesta (cyklus městské poezie)
- 2011 – reedice debutové sbírky Na vnútornej strane viečok
- 2012 – Proglas – Preklady a básnické interpretácie (účast na knižním projektu, spoluautoři Konstantin Filosof, E. Pauliny, V. Turčány, Ľ. Feldek, J. Buzássy, K. Džunková, M. Haugová, D. Hevier, R. Jurolek, J. Kuniak, A. Ondrejková, D. Podracká, J. Zambor)
- 2014 – Krajina Diamantov – Land of Diamonds (dvojjazyčná slovensko-anglická sbírka poezie)[7]
- 2015 – Abecedári (dětská kniha ilustrovaná Barborou Paulovičovou)

## Spolupráce s výtvarníky
- 2005 – Krížová cesta po slovensky (výstava na Zvolenském zámku)
- 2006 – 2007 – Mosty IV. (Kulturně společenské centrum Fontána, Francouzský institut Bratislava, Galerie Marie Demange Paříž)
- 2008 – Krátka prechádzka európskym kultúrnym parkom (National Bohemian Hall, New York)
- 2011 – Odklínanie tvaru (výstava plakátů s básněmi a výtvarnými díly A. Brunovského, F. Guldana, P. Uchnára, J. Viteka, J. Veľké a E. Wilczynské)
- Bibliofilie výtvarných děl a objektů (např. The Touch, Beauty for Beauty, In Pencils and Needles, Hommage Albín Brunovský, AB80)
- Básně pro bibliofilie grafických výtvarných děl a objektů IM PULZ – Čakanie hmoty (I. Benca, V. Bojňanský, K. Felix, M. Komáček, M. Lukáč, J. Ťapák)
- 2014 – kaligrafická bibliofilie básní E. Ondrejičky vytvořená výtvarníkem Karlem Felixem – moleskine Dotyk
- 2017 – výtvarná bibliofilie slovenského výtvarníka Petra Popelky Kolobeh popola
- 2017 – sestavovatel a autor textové části projektu Kamenné príbehy sochaře Viliama Lovišky
- 2018 – kalendář sestavený z výtvarných prací Barbory Paulovičové – Intaglionendoskop: Hĺbka srdca ceruzkou a ihlou
- 2009 – báseň Večerná modlitba (malba na dřevo od F. Guldana) se stala součástí interiéru Kaple Matky ustavičné pomoci (Dětská nemocnice na bratislavských Kramárech).

## Mezinárodní akce
Erik Ondrejička napsal poezii pro mnohé mezinárodní projekty:
- 2008 – A Short Walk through the European Cultural Park, Bohemian Benevolent and Literary Association, New York, USA
- 2009 – EENEE kleine wandeling door het Slowaaks Cultureel park, galerie Epreuve d'artiste, Antverpy, Belgie
- 2010 – Pocta Chopinovi, Slovenský institut Varšava, Galerie Slovenského rozhlasu Bratislava
- 2010 – Contemporary Slovak Art, Helsinki City Hall, Finsko
- 2011 – Konfrontaciji, Slovenský institut Moskva, Rusko
- 2011 – Nikola Tesla, Galerie Slovenského rozhlasu Bratislava
- 2011 – CD Tomáše Kytnara Vůně rána, Brno, Česko
- 2011 – The Language of Birds (na antologii poezie se podílelo 77 básníků z pěti světadílů, Uzbekistán)
- 2012 – Slovak Graphic Art Classic Techniques (putovní výstava), Litva, Lotyšsko
- 2012 – Z ruky do ruky, ve spolupráci institucí Fiera del libro per Ragazzi Bologna, BIBIANA Bratislava, Slovenská institutu Varšava, WM Mountain building Orestad, Kodaň, Japans Cultureel Centrum, Amsterdam, Nizozemsko
- 2012 – Dotyk – 8th International Graphic Symposium, Mojmírovce
- 2012 – ORA ET ARS, 5. mezinárodní výtvarně–literární sympozium, Skalka
- 2012 – AFRODITA, bohyně lásky a krásy, Galerie Slovenského rozhlasu Bratislava
- 2013 – Spoločné rozdiely, Galerie Slovenského rozhlasu Bratislava
- 2013 – CD Tomáše Kytnara Krátkovlasá čembalistka (spolu s M. Rufusem, D. Ursínym a J. Kaššovicovou), Brno, Česko
- 2014 – Prílivy a odlivy, Galerie Slovenského rozhlasu Bratislava
- 2014 – ORA ET ARS, 7. mezinárodní výtvarně-literární sympozium, Skalka
- 2014 – Krása pre krásu – 9th International Graphic Symposium, Mojmírovce
- 2015 – ORA ET ARS, 8. mezinárodní výtvarně-literární sympozium, Skalka
- 2015 – V ceruzách a ihlách – 10th International Graphic Symposium, Mojmírovce
- 2015 – CD Tomáše Kytnara Srdiečka tiché, Brno, Česko
- 2015 – Smederevska pesnička jesen Festival of Poetry, Srbsko
- 2015 – Norsk-slovakisk litteraturmøte, Dům literatury Oslo, Norsko
- 2016 – Měsíc autorského čtení, Lvov, Ukrajina
- 2016 – 36. Světový kongres básníků, Praha, Česko
- 2016 – Večer norské a slovenské poezie, ICT Art Gallery, Ventúrska 18, Bratislava
- 2017 – 49. mezinárodní setkání spisovatelů, Bled, Slovinsko
- 2017 – ORA ET ARS, 10. mezinárodní výtvarně-literární sympozium, Skalka
- 2017 – LITERAtúry, Novi Sad, Bački Petrovac, Kulpin, Srbsko
- 2017 – Hodvábnou cestou, Galerie Slovenského rozhlasu Bratislava
- 2017 – CD Tomáše Kytnara Krajina diamantov, Brno, Česko

## Ocenění
Díla Erika Ondrejičky získala následující ocenění:
- (e)Pigramy – Prémie Literárního fondu za literární tvorbu 2009
- Oči a rýmy – Nočné piesne kamenného mesta – Nejkrásnější knihy Slovenska 2010, Cena ministra kultury SR, prémie Literárního fondu za literární tvorbu 2010
- Na vnútornej strane viečok – 2. místo v čtenářské anketě Knižní revue: Debut roku 2004, 2. vydání (2011) – Nejkrásnější knihy Slovenska
- Bibliofilie IM PULZ – Čakanie hmoty – Nejkrásnější knihy Slovenska 2012, Cena ministra kultury SR
- Abecedári – bronzová medaile Creativity International Awards (USA, 2015), Nejlepší dětská kniha léta 2015, Nejkrásnější dětská kniha léta 2015, Nejkrásnější knihy Slovenska[8]